# Laxtons Superb

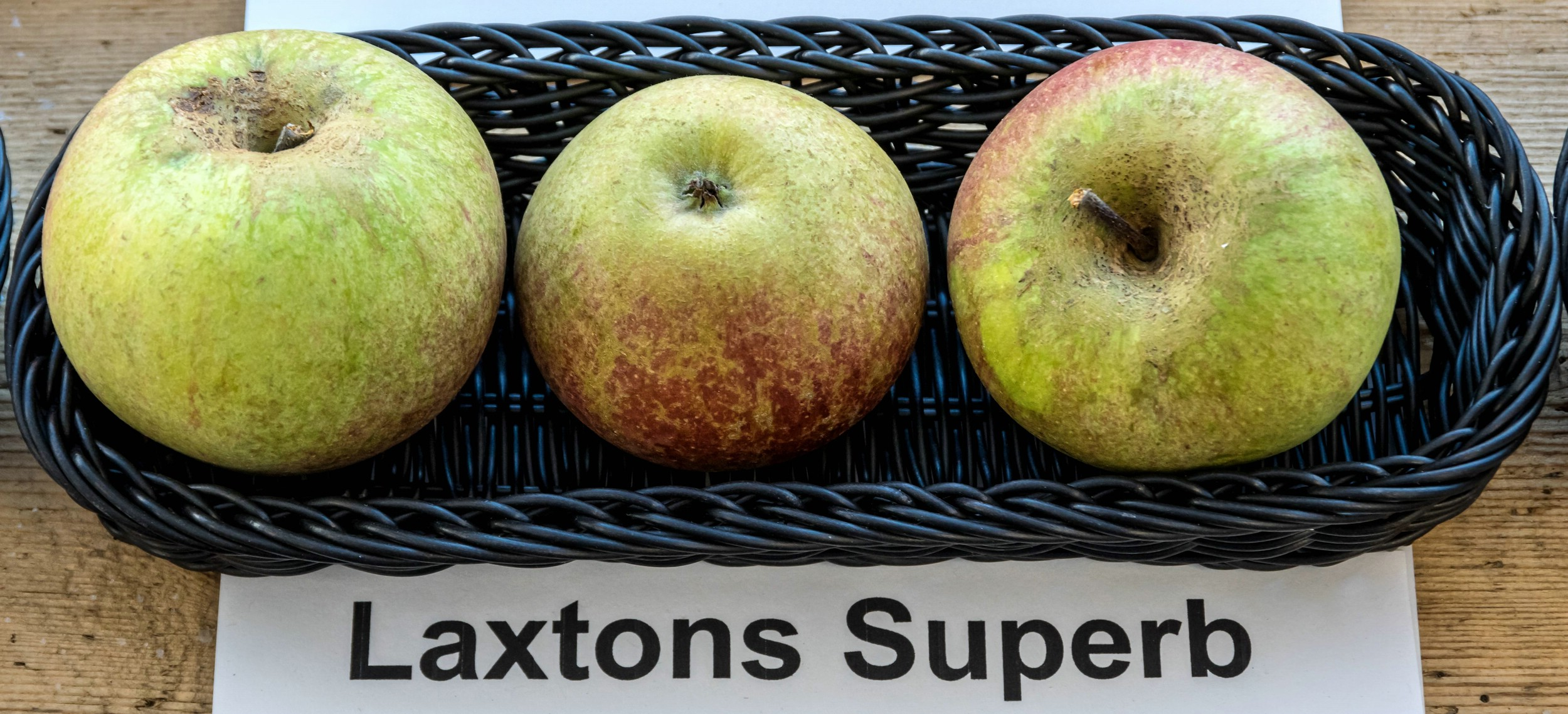
Ansicht der Frucht

Laxtons Superb (auch Superb und Laxtons Prächtiger) ist ein Kulturapfel (malus domesticus). Die Sorte entstand als gezielte Kreuzung aus dem wohlschmeckenden aber schwer anzubauenden Cox Orange und Wyken Pippin.
Der Apfel ist geschmackvoll und druckunempfindlich. Es wurde als ähnlich schmeckende aber besser lagerbare Variante von Cox Orange in den Handel gebracht. Jedoch bereitet Laxtons Superb Probleme im zuverlässigen Ertragsanbau und ist deshalb in den letzten Jahrzehnten aus der Mode gekommen.
Die Früchte werden Anfang bis Oktober geerntet und sind sofort genießbar. Der Apfel blüht spät und lange. Zum Anbau benötigt er ein gemäßigtes Seeklima mit feuchten Sommern.

## Beschreibung
Geschmacklich ähnelt Laxton Superb seiner Vatersorte Cox Orange. Der Apfel eignet sich als Tafelapfel, für Apfelmus und Apfelsaft. Der Saftertrag ist allerdings vergleichsweise gering. Weniger günstige Eigenschaften hat er fürs Backen und für Apfelscheiben.
Die Früchte sind mittelgroß bis groß mit einem durchschnittlichen Gewicht von 120 Gramm. Die Äpfel sind größer und runder als Cox Orange. Sie sind rundlich und mittelbauchig. Die Farbe ist gelblichgrün bis gelb. Berostung ist selten. Die Sonnenseite ist schwach orange-rot oder karminrot gefärbt, oft ist diese Färbung verwaschen oder geflammt. Das Fleisch ist gelblichweiß bis cremefarben. Kurz nach der Ernte ist es saftig, später wird es locker und fast breiig.
Die Bäume wachsen mittelstark. Die Kronen sind nicht sehr ausgeprägt, jedoch breiter als bei Cox Orange. Sortentypisch sind viele mittellange bis lange verkahlten Triebe und Zweige, die von schrägaufrechten Ästen herunterhängen. Der Baum blüht spät und lange.

## Anbau
Verbreitete Mutanten sind Crimson Superb, Laxtons Superb Sport und Maxton. Wie Laxtons Superb kommen diese aus England. Der Baum kommt aus dem atlantischen Klima Englands und gedeiht am besten in stark gemäßigtem Klima, in dem es weder heiße Sommer noch kalte Winter gibt. Wie Cox Orange ist er auf eine regelmäßige Wasserversorgung angewiesen und verträgt keine trocknen Sommer. In regenärmeren Gebieten benötigt er deshalb lehmige gut durchlüftete Böden mit sehr guten Wasserspeichereigenschaften.
Der optimale Zeitpunkt der Ernte ist bei Laxtons Superb wichtig, das Zeitfenster im Vergleich zu anderen Apfelsorten klein. Bei zu früher Ernte welken die Früchte oft, bei zu später Ernte kann es zu Fruchtausfall kommen. Der Ertrag erreicht auf M9 etwa 66 bis 80 % des Ertrags von Golden Delicious. Laxton Superb ist damit eine der ertragreicheren Sorten auf dem Markt. Die Sorte ist eine der wenigen Apfelsorten, die sich selbst befruchtet. Die Erträge sind jedoch höher bei Fremdbefruchtung.
Laxtons Superb zeigt eine ausgeprägte Alternanz, bei der sich stark wachsende und schwach wachsende Jahre abwechseln. Während in schwach wachsenden Jahren die Ernte niedrig ausfällt, kommt es in stark tragenden Jahren oft zu zahlreichen kleinen und schlechtgefärbten Früchten, die krankheitsanfällig sind. Übliche Maßnahmen gegen Alternanz wie frühzeitige Ausdünnung sind bei Laxtons Superb nur mäßig wirksam.
Der Apfel ist schorf-anfällig. Auf feuchten und schlecht durchlüfteten Böden kommt es häufig zu Obstbaumkrebs. Für Mehltau hingegen besteht fast keine Anfälligkeit. In Mittel- und Ostdeutschland sind Schädigungen durch Fruchtmonilia verbreitet.

## Geschichte
Der Apfel wurde als ein Apfel aus einer ganzen Reihe Äpfeln in der Baumschule Laxton Brothers in Bedford als Abkömmling von Cox Orange gezüchtet. Diverse der Züchtungen gelangten in den Markt, dauerhaft konnte sich jedoch nur Laxtons Superb etablieren.
Heute wird Laxtons Superb noch an der Niederelbe im Alten Land und in den Niederlanden angebaut. Der Anbau in England und dem Rheinland ist in den letzten Jahrzehnten stark zurückgegangen. Aus Laxtons Superb ging unter anderem Tydeman’s Late Orange hervor.